# Hvalfjörður
Hvalfjörður – fiord w zachodniej części Islandii o długości ok. 30 km i szerokości 5 km.
Nazwa fiordu („wielorybi fiord”) pochodzi od licznie tu występujących i poławianych waleni. Do lat 80. XX w. znajdowała się tam największa na całej wyspie stacja wielorybnicza; rozwinięte było również rybołówstwo (połowy śledzi).
Podczas II wojny światowej Hvalfjörður stanowił bazę brytyjskiej i amerykańskiej marynarki wojennej. Jeden ze zbudowanych wówczas pirsów wykorzystywany przez przedsiębiorstwo wielorybnicze Hvalur do lat 80., kiedy to zakazano połowu wielorybów.
W 1998 pod dnem fiordu oddano do użytku tunel Hvalfjörður o długości ok. 5,8 km, który znacząco skraca podróż z Reykjavíku do Borgarnes i Akranes.